# 茂家瑞季
茂家 瑞季（もいえ みずき、1993年1月30日 - ）は、東京都出身の歌手、アイドル、俳優。女性。

## 人物
デビュー当初は東映アカデミーに所属。ヤング・フレッシュのメンバーとして戦隊シリーズや子供番組の歌にコーラスとして参加し、2009年に16歳で『フレッシュプリキュア!』の主題歌でソロデビュー。
後にフリーの期間を経て、2012年6月よりA-Lightに移籍。2014年7月から再びフリーとなる。
2017年から、ニッポン放送『ショウアップナイター』発のグループ「有楽町ベンチーズ」のメンバー（背番号3）として活動していたが、2018年4月に声帯を痛めたことにより退団。阪神タイガースファン。
2020年11月11日に入籍、2023年8月16日に第一子を出産。

## 出演

### 映画
- あおげば尊し（2005年）

### テレビ
- 最終警告!たけしの本当は怖い家庭の医学（2006年、髄膜症篇）
- 黒い春（2007年）

### ネットテレビ
- カミナリ調査隊（2012年12月〜2014年6月、TV LIVE ON LINE）

### CM
- アリコジャパン（2006年）

### Web
- わがままな女（2005年）
- 新・アイドルNOW（2006年）

### イベント
- 全プリキュア 20th Anniversary LIVE!（2024年1月20日・21日、横浜アリーナ[6]）

## 歌唱作品

### アニメソング
- フレッシュプリキュア!（2009年）
  - Let's!フレッシュプリキュア!（前期OP）
  - Let's フレッシュプリキュア 〜Hybrid ver.〜（後期OP）
  - プリキュアMelody☆（イメージソング）
  - いつもココロにほほえみを（イメージソング、M*cubeとして参加）
  - (^^)ハナマルスマイル(^^)（イメージソング、M*cubeとして参加）
  - ハピネス☆Wonder land～笑顔のおくりもの～（イメージソング、M*cubeとして参加）
- 映画 プリキュアオールスターズDX みんなともだちっ☆奇跡の全員大集合!（2009年）
  - キラキラ kawaii! プリキュア大集合♪（OP、キュア・デラックスとして参加
  - プリキュア、奇跡デラックス（ED、キュア・デラックスとして参加
- 映画 プリキュアオールスターズDX3 未来にとどけ! 世界をつなぐ☆虹色の花（2011年）
  - ありがとうがいっぱい（ED、キュア・レインボーズとして参加）
- プリキュアメドレー2013（2013年）
- Go!プリンセスプリキュア（2015年）
  - 夢旅☆Go!ing My Way（イメージソング）

### オリジナルソング
- WON-darlin' World（2012年発表：2015年音源化）
- GINZA LINE（2013年発表：2014年音源化）
- 情熱（2015年音源化）